# Tomislav Alaupović
Tomislav Alaupović (Tuzla, 1968.), hrvatski kulturni djelatnik i političar

## Životopis
Rođen je u Tuzli. U rodnome gradu pohađao je osnovnu i srednju školu. Godine 1990. djelatno je sudjelovao u radu HKD Napredak. Od 1991. godine živi u Republici Hrvatskoj. Djelatni je član Hrvatske stranke prava, čiji je koordinatora za otok Hvar. Bio je vijećnik u županijskoj skupštini Splitsko-dalmatinske županije. 
Predsjednik je kazališta "Petar Hektorović" iz Starog Grada na Hvaru od 1997. godine. Kazalište "Petar Hektorović" iz Starog Grada na Hvaru njeguje komediografski izraz i stručna javnost ga smatra jednim od najboljih amaterskih kazališta u Hrvatskoj.
U kazalište je doveo svjetski poznatog hrvatskog dramskog pisca Miru Gavrana te profesionalne redatelje Želimira Oreškovića i Tahira Mujičića iz Zagreba, te Michala Babiaka iz Bratislave te suvremene dramske pisce Bengta Ahlforsa iz Finske i Vinka Moderndorfera iz Slovenije.